# Front Back
Front Back is de eerste single van King, het vierde album van de Amerikaanse rapper T.I. Het nummer is uitgebracht op 17 april 2006 door de platenlabels Grand Hustle en Atlantic. Het nummer diende als promotiesingle voor het album. Het nummer is de remake van "Front, Back, Side to Side", een nummer uit 1994 van rapgroep UGK, die ook op dit nummer te horen zijn.

## Hitlijsten
| Hitlijst (2006)                                   | Hoogste positie |
| ------------------------------------------------- | --------------- |
| U.S. Billboard Bubbling Under R&B/Hip-Hop Singles | 11              |